# Gianne Derks
Gianne Derks (...) è una matematica olandese.
È professoressa di matematica all'Università del Surrey.

## Carriera
Nel 1988 Derks ha completato la sua formazione come ingegnere matematico presso l'Università di Tecnologia di Eindhoven e successivamente ha conseguito il dottorato di ricerca nel 1992 con Embrecht (Brennie) W. van Groesen presso l'Università di Twente. La sua tesi era intitolata "Strutture coerenti nella dinamica dei sistemi Hamiltoniani perturbati". Nel 1993/1994 Derks ha ricevuto una borsa di studio della NATO per condurre ricerche presso l'Università della California - Santa Cruz e il Mathematical Sciences Research Institute (MSRI) a Berkeley. Nel periodo 1994-1995 Derks è stata ricercatrice presso la Simon Fraser University di Vancouver, Canada. Derks lavora presso l'Università del Surrey dal 1995, dove ora ricopre la carica di professoressa presso la Facoltà di Matematica.
Derks è direttrice della Facoltà di Matematica dell'Università del Surrey ed è affiliata al Center for Mathematical and Computational Biology. È membro del comitato editoriale del Journal of Geometric Mechanics.